# Эммет, Томас Эддис
Томас Эддис Эммет (24 апреля 1764, Корк, графство Корк, Ирландия — 14 ноября 1827, Нью-Йорк, США) — ирландский и затем американский юрист и политик. Был старшим братом революционера Роберта Эммета. В 1790-х годах был руководителем революционной организации «Общество объединённых ирландцев». В 1812—1813 годах был генеральным прокурором штата Нью-Йорк.

## Биография
Получил образование сначала в Тринити-колледже Дублина, где состоял в историческом обществе; позже изучал философию и медицину в Эдинбургском университете и стажировался по медицине в ряде учебных заведений континентальных стран, вернувшись в Ирландию в 1788 году и решив под влиянием совета Джемса Макинтоша оставить медицину ради получения юридического образования. В 1790 году он стал барристером, почти сразу же получив известность как адвокат политических заключённых, арестованных за антибританскую деятельность. В 1792 году он стал юристом Товарищества объединённых ирландцев, в 1795 году вступил в него, тогда же став секретарём этой организации, а в 1797 году возглавил её.
12 марта 1798 года он был арестован в ходе провала восстания Эдварда Фицджеральда, хотя и не находился вместе с основной группой заговорщиков. Он был обвинён в якобы имевших место переговорах с французами о предоставлении ирландским повстанцам военной помощи и посажен в тюрьму на четыре года, а в 1802 году был выслан в Брюссель, откуда переехал в Париж и лично просил императора Наполеона I оказать помощь ирландцам, в чём французский император ему отказал. В 1803 году он, находясь в Париже, узнал о казни своего младшего брата Роберта.
В 1804 году Эммет эмигрировал в США, где почти сразу же сумел получить практику и стал довольно известным и преуспевающим адвокатом. В августе 1812 года он получил должность генерального прокурора штата Нью-Йорк, но уже в феврале 1813 года, после прихода к власти федералистов, был отстранён от должности. В США получил широкую известность в 1824 году, когда выступал адвокатом на процессе «Гиббонс против Огдена» и, несмотря на своё ораторское искусство, проиграл дело.